# Nededza
Nededza es un municipio del distrito de Žilina en la región de Žilina, Eslovaquia, con una población estimada a final del año 2024 de 1092 habitantes.
Se encuentra ubicado al oeste de la región, cerca del curso alto del río Váh (cuenca hidrográfica del Danubio) y de la frontera con la región de Trenčín.

## Demografía
| Año        | 1994 | 2004    | 2014    | 2024    |
| ---------- | ---- | ------- | ------- | ------- |
| Población  | 849  | 929     | 1016    | 1092    |
| Diferencia |      | +9,42 % | +9,36 % | +7,48 % |

| Año        | 2023 | 2024    |
| ---------- | ---- | ------- |
| Población  | 1075 | 1092    |
| Diferencia |      | +1,58 % |